# Nhạn rừng
Nhạn rừng (danh pháp hai phần: Artamus fuscus) là một loài chim thuộc họ Nhạn rừng, có mặt ở Nam Á.

## Phạm vi phân bố
Nhạn rừng được tìm thấy trong một loạt các môi trường sống từ đồng bằng đến khoảng 2000 m, trên các khu vực canh tác, trong rừng và thường ở các khu vực có cây cọ cao. Các loài được phân bố rộng khắp Bangladesh, Ấn Độ, Nepal, Sri Lanka, Thái Lan, Myanmar, Lào, Malaysia và Trung Quốc. Họ vắng mặt ở những vùng rất khô cằn ở phía tây Ấn Độ. Chúng được ghi nhận ở trên đảo Maldives.

## Thư viện ảnh

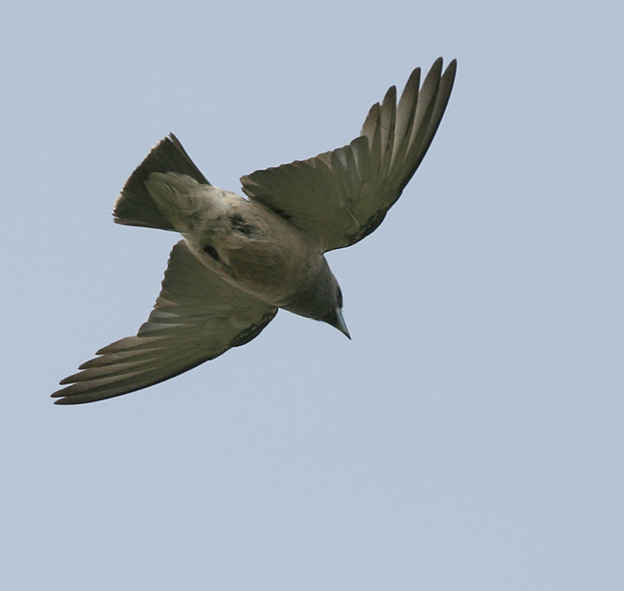
Một con nhạn rừng ở Hyderabad, Ấn Độ.
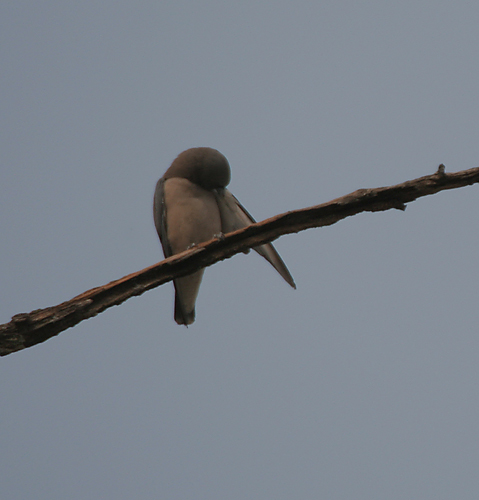
Một con nhạn rừng ở Tây Bengal, Ấn Độ.